# Plectris virescens
Plectris virescens är en skalbaggsart som beskrevs av Blanchard 1846. Plectris virescens ingår i släktet Plectris och familjen Melolonthidae. Inga underarter finns listade i Catalogue of Life.